# Om svar anhålles
Om svar anhålles (OSA, o.s.a.) betyder på en inbjudan att mottagaren ombeds att ange om denne avser att komma eller inte. Ibland förekommer även verbet att osa med betydelsen att svara.
Det finns en del etikettregler kopplade till OSA. Den som ger inbjudan anhåller (ber) om ett svar, men egentligen kan det ses som ett krav. Vanligtvis förväntas den inbjudne svara på samma sätt som inbjudan gjorts; den som fått ett brev bör alltså svara med brev, men viktigast är att svara före det datum som angivits på inbjudan. Om ett datum för o.s.a. inte angivits kan mottagaren ändå förväntas besvara inbjudan.
Etikettexperten Magdalena Ribbing anser att uttrycket är ålderdomligt och att många kan ha svårt att förstå vad som menas. Enligt henne bör man undvika att använda det eftersom det det finns risk för både missförstånd och upprörda känslor. Likaså anser hon att man bör undvika ordet anmälningsdatum och istället formulera det som "Svar senast den..." följt av datum. Samtidigt tillägger hon att det inte finns något skrivsätt som garanterar svar.
Särskilt vid bröllop anses det viktigt att svara i god tid och att följa det som står på inbjudan. Att tvinga brudparet att skicka ut påminnelse eller att som gäst svara med försök att bjuda in objudna gäster kan anses oartigt eller rent av oförskämt. När man svarar kan man däremot med fördel ange eventuell specialkost.
Den internationella motsvarigheten till o.s.a. är r.s.v.p., vilket är en fransk förkortning för répondez s'il vous plaît eller réponse attendue s'il vous plaît.